# Pristin V
Pristin V (кор. 프리스틴 V) — був першим та єдиним офіційним саб-юнітом південнокорейського жіночого гурту Pristin, сформованого Pledis Entertainment у 2018 році. Він складався з п'яти учасниць Pristin: Найон, Роа, Ину, Рени та Кюлькюн.

## Історія

### 2018: дебют ізLike a V
17 травня Pledis Entertainment випустила тизер, який підтверджував створення нового підрозділу в Pristin. Незабаром після цього почали випускати як індивідуальні, так і групові тизери, а також було оголошено назву їхнього дебютного сингл-альбому Like a V. 28 травня був випущений їхній перший сингл-альбом разом із кліпом на головний трек альбому «Get It». 

## Учасниці
| Сценічний псевдонім | Сценічний псевдонім | Сценічний псевдонім | Справжнє ім'я | Справжнє ім'я | Справжнє ім'я    | Дата народження           | Позиція у гурті                                          | Місце народження         |
| Українською         | Латиницею           | Хангилем            | Українською   | Латиницею     | Хангилем / ханча | Дата народження           | Позиція у гурті                                          | Місце народження         |
| ------------------- | ------------------- | ------------------- | ------------- | ------------- | ---------------- | ------------------------- | -------------------------------------------------------- | ------------------------ |
| Найон               | Nayoung             | 나영                | Ім Найон      | Im Nayoung    | 임나영           | 18 грудня 1995 (29 років) | Лідерка, головна танцюристка, ведуча реперка, вокалістка | Сеул, Південна Корея     |
| Роа                 | Roa                 | 로아                | Кім Мінкюн    | Kim Minkyeung | 김민경           | 29 липня 1997 (27 років)  | Саб-лідерка, ведуча вокалістка                           | Чхунчхон, Південна Корея |
| Ину                 | Eunwoo              | 은우                | Чон Ину       | Jung Eunwoo   | 정은우           | 1 липня 1998 (26 років)   | Головна вокалістка                                       | Пучхон, Південна Корея   |
| Рена                | Rena                | 레나                | Кан Єбін      | Kang Yaebin   | 강예빈           | 19 жовтня 1998 (26 років) | Головна реперка, ведуча танцюристка, вокалістка          | Ільсан, Південна Корея   |
| Кюлькюн             | Kyulkyung           | 결경                | Чхоу Чіечон   | Zhou Jieqiong | 周洁琼           | 16 грудня 1998 (26 років) | Головна танцюристка, вокалістка                          | Шанхай, КНР              |

## Дискографія

### Сингл-альбоми
| Назва    | Деталі | Пікові позиції у чартах | Пікові позиції у чартах | Продажі                   |
| Назва    | Деталі | KOR                     | TW                      | Продажі                   |
| -------- | --- | ----------------------- | ----------------------- | ------------------------- |
| Like a V | - Реліз: 28 травня 2018 - Лейбл: Pledis Entertainment, Kakao M - Формат: CD, цифрове завантаження Трек-лист 1. «네 멋대로» («Get It») 2. «Spotlight» | 5                       | 18                      | - Південна Корея: 18,301+ |

### Сингли
| Назва                                                                            | Рік  | Пікові позиції в чартах | Пікові позиції в чартах | Альбом   |
| Назва                                                                            | Рік  | KOR                     | US World                | Альбом   |
| -------------------------------------------------------------------------------- | ---- | ----------------------- | ----------------------- | -------- |
| «Get It» (кор. 네 멋대로)                                                        | 2018 | —                       | 6                       | Like a V |
| «—» релізи, що не потрапили у чарти або не були випущені у відповідних регіонах. |      |                         |                         |          |

### Інші пісні
| Назва                                                                            | Рік  | Пікові позиції в чартах | Альбом   |
| Назва                                                                            | Рік  | US World                | Альбом   |
| -------------------------------------------------------------------------------- | ---- | ----------------------- | -------- |
| «Spotlight»                                                                      | 2018 | 19                      | Like a V |
| «—» релізи, що не потрапили у чарти або не були випущені у відповідних регіонах. |      |                         |          |

## Нотатки
1. ↑  Сингл «Get It» не потрапив Gaon Digital Chart, але дебютував та посів 6 місце у Gaon Download Chart[8].